# 1029 w polityce

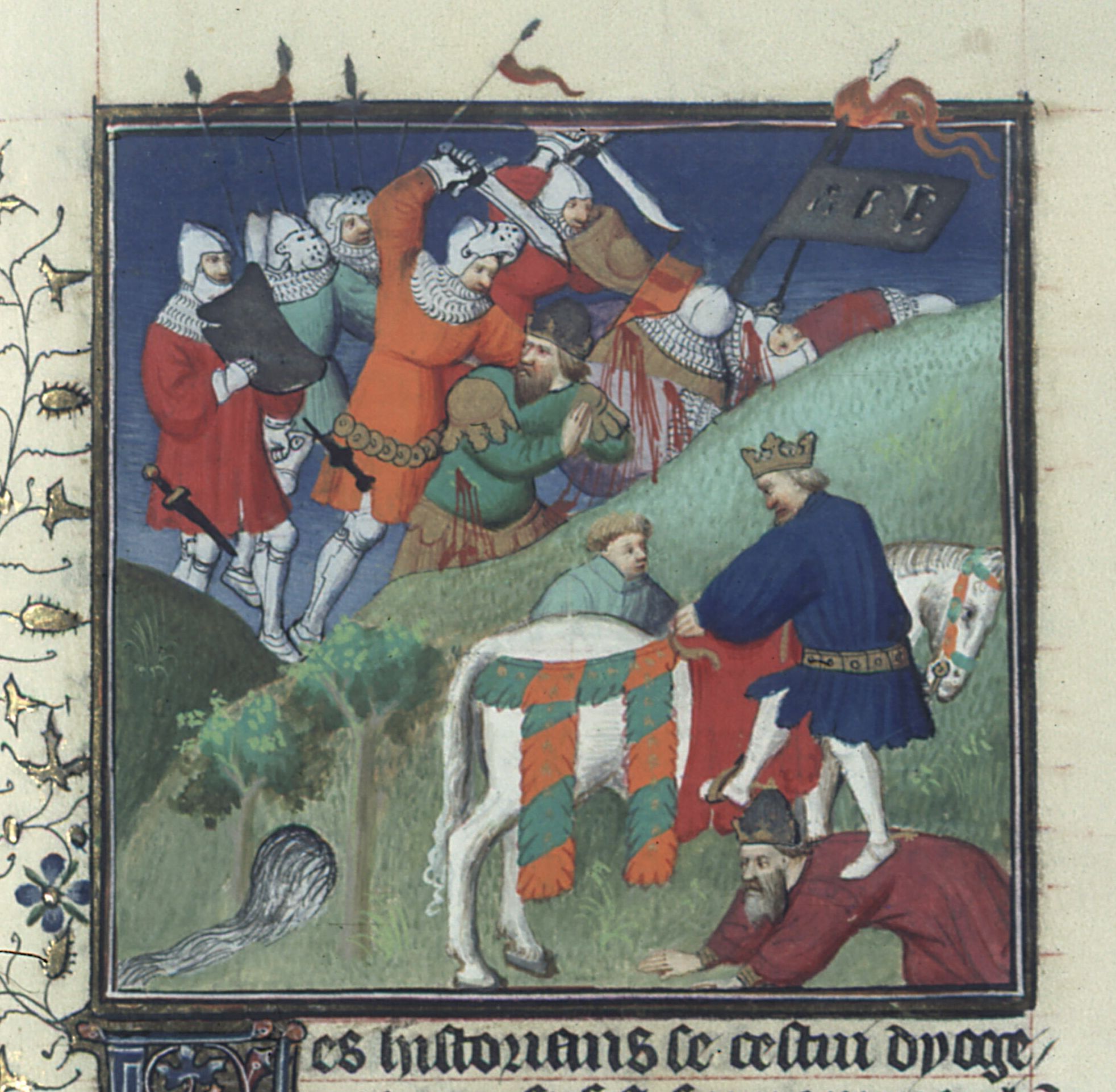
Bitwa pod Manzikertem (1071)

Wydarzenia polityczne w 1029 roku.

## Wydarzenia
- Cesarz Konrad II w wyprawie odwetowej na Polskę został powstrzymany pod Budziszynem. Brzetysław I zajął Morawy[1][2][3].

## Urodzili się
- Ulryk z Cluny, niemiecki zakonnik[4].
- Alp Arslan bin Chaghri[5], sułtan Wielkich Seldżuków, zwycięzca w bitwie pod Manzikertem w 1071.